# Багиров, Кямран Мамед оглы
 Кямра́н Маме́д оглы Баги́ров (азерб. Kamran Məmməd oğlu Bağırov; 24 января 1933, Шуша — 25 октября 2000, Баку) — советский и азербайджанский партийный и политический деятель и первый секретарь ЦК Компартии Азербайджана (1982—1988). Депутат Верховного Совета Азербайджанской ССР (VIII, IX, X и XI созывов) и Верховного Совета Союза ССР (IX и XI созывов), член ЦК КПСС в 1986—1989 годах.

## Биография

### Ранние годы
Родился в 1933 году в семье служащего. Шушинец по происхождению. Азербайджанец по национальности.
Трудовой путь начал в 1949 году в Баку слесарем газовой конторы. Окончив в 1957 году Азербайджанский политехнический институт, работал ассистентом, старшим преподавателем, заместителем декана строительного факультета. Позже работал заместителем управляющего трестом «Оргтехстрой» и заместителем управляющего трестом «Промстроймеханизация» Министерства строительства Азербайджанской ССР. Член КПСС с 1961 года.

### При Гейдаре Алиеве
С 1968 года заместитель заведующего отделом строительства и коммунального хозяйства Совета Министров Азербайджанской ССР, с 1971 года — заведующий отделом строительства и городского хозяйства ЦК КП Азербайджанской ССР. В 1974—1978 годах первый секретарь Сумгаитского городского комитета КП Азербайджана.
Избирался депутатом Верховного Совета Азербайджанской ССР VIII (1971—1975), IX (1975—1980), X (1980—1985) и XI (1985—1991) созывов. В VIII созыве был членом Комиссии по строительству и промышленности строительных материалов; X созыва — председателем Комиссии по иностранным делам, XI созыва — членом Президиума Верховного Совета.
Был избран депутатом Верховного Совета СССР IX созыва (1974—1979) в Совете национальностей от Азербайджанской ССР. В Верховный Совет СССР IX созыва был избран от Сумгаитского избирательного округа № 219, член Комиссии законодательных предположений Совета Национальностей. В XI созыве был членом Совета Союза. В 1986 году 27-й съезд КПСС избрал его членом ЦК КПСС.
Был членом Ревизионной комиссии компартии Азербайджана. В 1976 году заочно окончил Высшую партийную школу при ЦК КПСС. 20 июля 1978 года был избран секретарём и членом бюро ЦК КП АзССР.

### Во главе Компартии Азербайджана

#### Назначение первым секретарём ЦК КП Азербайджана
22 ноября 1982 года Гейдар Алиев был избран членом Политбюро ЦК КПСС и 24 ноября назначен первым заместителем председателя Совета Министров СССР, в связи с чем оставил пост главы ЦК компартии Азербайджана и переехал на работу в Москву.
Новым руководителем азербайджанской республиканской компартии 3 декабря был избран Багиров. Йоханнес Рау рассматривает выдвижение Багирова как одну «из немногих кадровых ошибок Г. А. Алиева», поскольку «будущий первый человек республики был серьёзно болен. Этот фактор должен был заставить Гейдара Алиева задуматься, но настойчивость членов его команды в ЦК компартии Азербайджана», которые дружно рекомендовали именно Багирова, взяла верх.
Рау ссылался на воспоминания бывшего Председателя Верховного суда АзССР Ибрагима Исмаилова, по мнению которого Багиров не любил Алиева и планировал разогнать все его кадры и что в руководстве считалось, что «через год никого из нас на работе не будет…».
До 1983 года вторым секретарём ЦК оставался Ю. Н. Пугачёв, потом им стал В. Н. Коновалов. Возглавившие при Гейдаре Алиеве правительство (Г. Н. Сеидов), КГБ Азербайджанской ССР (З. М. Юсифзаде), Нагорно-Карабахский областной комитет компартии (Б. С. Кеворков) и прочие лица продолжили свою работу при Багирове.

#### Народное хозяйство Азербайджана при Багирове
Руководство Багирова пришлось на конец периода «развитого социализма» (он же «период застоя») и начало коренного изменения общественно-политический и экономической жизни СССР, «перестройки».
Период с 1981 по 1985 годы был временем 11-й пятилетки. Среднегодовой темп прироста валового общественного продукта в Азербайджане в эти года достигал 4,7 %, что было меньше по сравнению с временами 8-й (6,1 %), 9-й (7,5 %) и 10-й (7,8 %) пятилеток (то есть периодом с 1966 по 1980 год).
За 1984 год в республике были построены 17 новых государственных промышленных предприятий, досрочно введён в действие 4-й энергоблок Азербайджанской ГРЭС, сданы в эксплуатацию ряд предприятий (например завод крупнопанельного домостроения в Нахичевани, табачный комбинат в Баку, молочный завод в Степанакерте, чайная фабрика в Масаллинском районе и т. д.), построено более 3 тысяч километров линий электропередач.
В марте 1986 года на XXVII съезде КПСС был избран членом ЦК КПСС.

#### Отстранение от должности
20 февраля 1988 года в Степанакерте на внеочередной сессии Нагорно-Карабахского Совета народных депутатов, созванной по требованию 87 депутатов-армян, 110 голосами против 17 была принята резолюция с обращением к Верховным Советам Азербайджанской ССР, Армянской ССР и СССР принять решение о передаче Нагорно-Карабахской автономной области из состава Азербайджана в состав Армении. Багиров и Кеворков пытались сорвать работу сессии, но не смогли. Что касается депутатов-азербайджанцев, то они отказались участвовать в голосовании.
В течение последующих дней партийные структуры попытались взять ситуацию под контроль. Багиров выступал на партийном активе области 22 февраля, который согласился «с оценкой ЦК КПСС сложившейся обстановки в Нагорно-Карабахской автономной области как серьёзной», на пленуме Нагорного-Карабахского обкома партии 23 февраля, отстранившем от должности Б. С. Кеворкова (его сменил первый заместитель председателя облисполкома Г. А. Погосян), на собрании партийного актива Азербайджана 24 февраля, а также участвовал в работе расширенного заседания Бюро Нагорно-Карабахского обкома партии.
Однако ситуация в республике резко обострилась в связи с межнациональными столкновениями 22 февраля под Аскераном и начавшимися 27 февраля в Сумгаите беспорядками на этнической почве. На состоявшемся 9 марта совещании в ЦК КПСС были заслушаны сообщения как Багирова, так и первого секретаря ЦК Компартии Армянской ССР К. С. Демирчяна о складывающейся в обеих республиках обстановке. Багиров участвовал в работе мартовских пленума Сумгаитского горкома партии и сессии Сумгаитского городского Совета народных депутатов XVIII созыва, освободивших от должности, в связи с событиями в Сумгаите, тогдашних первого секретаря Сумгаитского горкома партии Д. Муслим-заде и председателя горисполкома Т. Мамедова. Постановлением пленума ЦК КПСС от 25 апреля 1989 года был выведен из состава членов ЦК КПСС, а 21 мая на пленуме ЦК КП Азербайджана официально снят с должности в связи с уходом на пенсию. В своём заявлении написал: «В связи с известными событиями, произошедшими в Нагорном Карабахе и Сумгаите, признаю, что морально не имею права возглавлять партийную организацию республики. Я хорошо понимаю свою ответственность в произошедших событиях».
С 9 апреля 1990 по 24 декабря 1992 занимал должность председателя Государственного комитета Азербайджана по безопасному ведению работ в промышленности и горнодобывающему контролю. В дальнейшем полностью отошёл от активной деятельности.
Его старший брат — Фаик Мамед оглы Багирзаде.

## Мнения о Багирове
Британский журналист Томас де Ваал называл Багирова «протеже Гейдара Алиева». Российский историк-генеалог и исследователь М. Б. Оленев также рассматривал его как ставленника Гейдара Алиева (Оленев упоминает, что Багиров был женат на родственнице Алиева).
Михаил Гусман говорил о нём следующее: «Новый партийный лидер Азербайджана Кямран Багиров был порядочным, некоррумпированным человеком, но в то же время очень слабым политическим лидером».